# يوتا كاميا
يوتا كاميا (باليابانية: 神谷 優太) (24 أبريل 1997 في ياماغاتا في اليابان – )؛ هو لاعب كرة قدم ياباني سابق كان يلعب كلاعب وسط.

## وصلات خارجية
- يوتا كاميا على موقع رابطة كرة القدم اليابانية للمحترفين (اليابانية)
- يوتا كاميا على موقع قاعدة بيانات كرة القدم.إي يو (الإنجليزية)
- يوتا كاميا على موقع Soccerway.com (الإنجليزية)
- يوتا كاميا على موقع عالم كرة القدم.نت (الإنجليزية)
- يوتا كاميا على موقع كووورة